# Karán (hercegi állam)

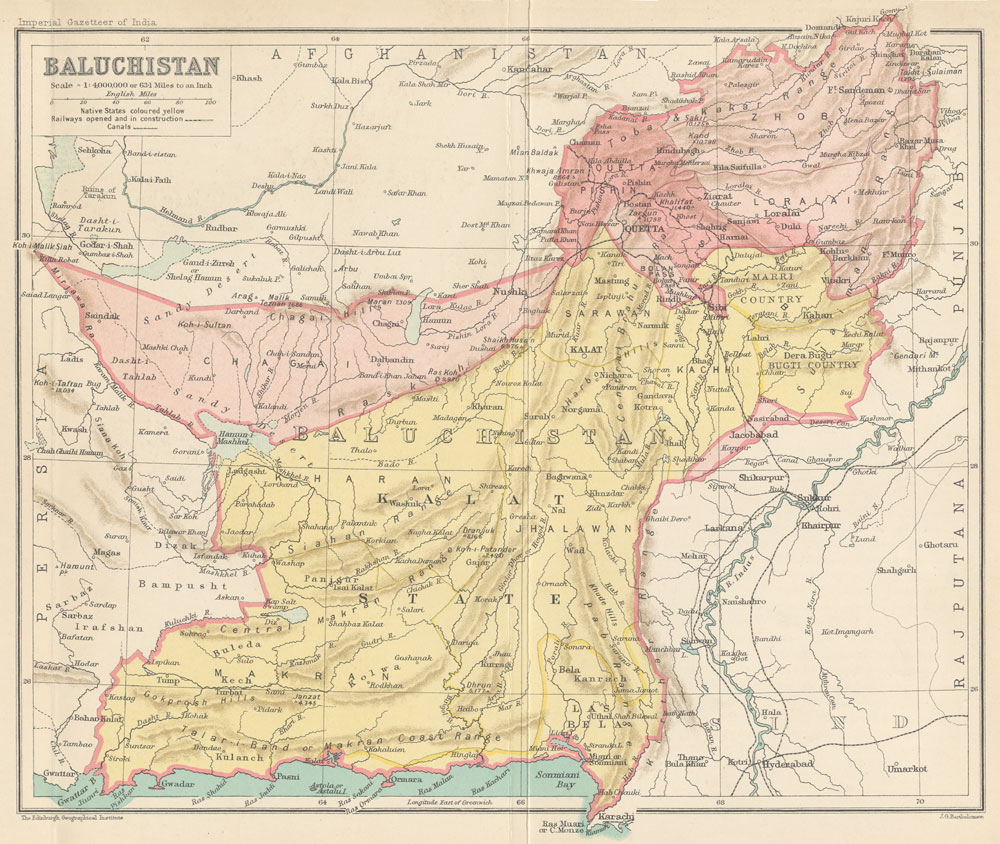
A Beludzsisztáni Ügynökség térkápe.

Karán állam (Urdu: ریاست خاران) egy önálló hercegi állam volt, amely vazallusi szövetségben állt Brit Indiával, míg a britek el nem hagyták az Indiai szubkontinenst 1947 augusztusában. 1948 márciusáig, mikor utolsó uralkodója aláírta a Pakisztánhoz való Csatlakozási szerződést, teljesen független volt, megtartva belső önkormányzatát. 1955-ben Karán beolvadt Pakisztánba.
A terület, amely egykor az ország területét képezte, ma Beludzsisztán tartomány része Délnyugat-Pakisztánban.

## Történelem
Karán államot 1697 körül alapították, mint Kalat hűbéres államát, és az is maradt 1940-ig. Függetlenségét Kalattól csak 1940-ben nyerte el, 1948. március 17-én Karán csatlakozott Pakisztánhoz, majd 1952. október 3-án a Beludzsisztáni államszövetséghez. Mir Habibula Nuservani a Pakisztánhoz való csatlakozáskor ezt mondta:
Kalat nem jogosult hogy döntsön Karán sorsáról. Ez úton bejelentjük a Pakisztánhoz való csatlakozásunkat ,és hogy nem tűrjük tovább Kalat uralkodó elitjének hogy beavatkozzon ügyeinkbe.
Az államot 1955. október 14-én feloszlatták, amikor is Pakisztán nyugati térségének nagy része egyesült Nyugat-Pakisztán tartományban. Mikor 1970-ben feloszlatták a tartományt, a korábbi Karán állam területe Karáni térség néven újjászerveződött és Beludzsisztán tartomány része lett.

## Demográfia
A Nauservani (نوشیروانی) családot tartják Karán és Vasuk navábjainak. Beludzsisztán egyik köztiszteletben álló családja, a Nauservani család két ágra oszlik: az egyiket Karán navábjai a másikat Makrán szardárjai képviselik. Az állam lakosságát többségében beludzs törzsek alkották, néhány brahui szórvánnyal. Az ország lakosainak száma 1921-ben 27 738, 1951-ben pedig 33 833 volt.

## Kormányzat
Karán örökletes uralkodói a mir címet viselték 1680 és 1850 között, 1850 és 1909 között kánoknak címezték magukat, 1909 és 1911 között kán szahib volt a címük, 1911 és 1919 között szardárok voltak, 1919-től 1921-ig szardár bahádurok, majd végül 1921-től navábok. Karán uralkodóit nem illette ágyúlövés.
| Hivatali idő      | Karán uralkodói                           |
| ----------------- | ----------------------------------------- |
| 1810-?            | Mir Abbász kán Beludzs                    |
| 1833-1885         | Mir Azád kán Beludzs                      |
| 1885-1909         | Mir Novrúz kán Beludzs                    |
| 1909-1911         | Mir Mohamed Jakub kán Beludzs             |
| 1911-1955         | Mir Habibula kán Nouservani Beludzs naváb |
| 1955. október 14. | Az állam beolvadt Nyugat-Pakisztánba      |

## Fordítás
Ez a szócikk részben vagy egészben  a   Kharan (princely state) című angol Wikipédia-szócikk ezen változatának fordításán alapul.  Az eredeti cikk szerkesztőit annak laptörténete sorolja fel. Ez a jelzés csupán a megfogalmazás eredetét és a szerzői jogokat jelzi, nem szolgál a cikkben szereplő információk forrásmegjelöléseként.